# Google Darfour
 (septembre 2024).
Pour plus de détails, voir Fiche technique et Distribution.
Google Darfour est un film documentaire américano-tchadien réalisé en 2007 par Robert Simental-Ruybe. Le film expose les conditions dangereuses telles que les viols et la violence dans l'est du Tchad pour les réfugiés vivant dans les camps et les inefficacités majeures de la gestion des camps. Google Darfour a été présenté comme preuve dans l'affaire de la Cour pénale internationale (CPI) contre le président soudanais Omar el-Bechir.

## Développement
Le documentaire a été tourné en vidéo HD dans l'est du Tchadau début de l'année 2007 et est sorti indépendamment en DVD aux États-Unis le 9 octobre 2007, via FilmBaby. Le documentaire a été tourné dans plusieurs villes et camps de réfugiés de l'est du Tchad, notamment Gaga, Farchana, Adre, Breidjing et Abéché. L'équipe vidéo était composée du réalisateur Robert Simental-Ruybe, du caméraman Matt Bowen, du traducteur Ahmed Borgoto et du chauffeur Zakaria Mahamat.
Un montage de 28 minutes du documentaire a été diffusé sur Seattle Community Access Television par Indymedia le 26 février 2009, puis par la suite sur d'autres stations partenaires d'IndyMedia.
Une version 2020 de Google Darfour a été produite et diffusée gratuitement sur YouTube en avril 2020, afin de refléter les changements survenus sur le terrain après l'éviction du président Omar el-Bashir en 2019.